# سرو ده لا نبلینا
سرو ده لا نبلینا (به پرتغالی: Serra do Imeri) یک منطقهٔ مسکونی در برزیل است که در آمازوناس (برزیل) واقع شده‌است. سرو ده لا نبلینا ۲٬۹۹۵ متر بالاتر از سطح دریا واقع شده‌است.